# Liste d'émulateurs de système de jeux vidéo
La liste d’émulateurs de système de jeux vidéo présente une sélection d'émulateurs de systèmes de jeux vidéo (console de jeux vidéo, système d'exploitation, etc.) permettant de créer une machine virtuelle sur ordinateur.

## Multi-système
- Higan
- Mednafen
- MESS
- RetroArch

## Amstrad CPC
- WinAPE

## Arcade
- DAPHNE (Laserdisc)
- Final Burn Alpha (Neo-Geo MVS, CP System, CP System II, System 16, System 18, X Board, Y Board)
- GnGeo (Neo-Geo MVS)
- Kawaks (Neo-Geo MVS, CP System, CP System II)
- MAME (multi-système)
- Nebula (Neo-Geo MVS, CP System, CP System II, PGM, Xexex Based)
- NeoRageX (Neo-Geo MVS)

## Atari 2600
- Stella[1]

## Atari 7800
- A7800[2]
- MESS (FLOSS, MAME license)
- Prosystem (libretroarch)[3]

## Atari Jaguar
- Phoenix[4]
- VirtualJaguar[5]

## Atari ST
- Hatari

## Colecovision
- E.mul T.wo[6]
- Gearcoleco[7]
- Phoenix[4]

## Commodore64 et Commodore128
- MESS
- Vice

## Commodore Amiga
- UAE et fs-UAE

## Commodore PET
- MESS
- Vice

## Commodore VIC 20
- MESS
- Vice

## DOS
- DOSBox

## Game Boy (Nintendo)
- gnuboy
- VisualBoyAdvance
- Gearboy[8]
- SameBoy[9]

## Game Boy Color (Nintendo)
- VisualBoyAdvance
- Gearboy[8]
- SameBoy[9]
- Gambatte[10]

## Game Boy Advance (Nintendo)
- VisualBoyAdvance (FLOSS, GPL)
- visualboyadvance-m[11]
- mGBA[12]

## GameCube (Nintendo)
- Dolphin

## Mega Drive (Sega)
- Gens

## MSX
- BlueMSX
- OpenMSX[13]

## Neo-Geo AES (SNK Corporation)
- GnGeo
- Kawaks
- Nebula
- NeoRageX

## Neo-Geo CD (SNK Corporation)
- Nebula

## Nintendo 3DS
- Citra

## Nintendo 64
- 1964
- Project64
- UltraHLE

## Nintendo Entertainment System
- FCEUX
- Nestopia

## Nintendo DS
- DeSmuME
- melonDS[14]

## Nintendo Switch
- Yuzu
- Ryujinx[15]

## PlayStation (Sony)
- Bleem!
- Duckstation
- ePSXe
- PCSX
- PCSX-Reloaded[16]
- Virtual Game Station

## PlayStation 2 (Sony)
- PCSX2
- PGen

## PlayStation 3 (Sony)
- RPCS3

## PlayStation Portable (Sony)
- PPSSPP
- JPCSP[17]

## Saturn (Sega)
- Yabause (et son amélioration, appelée Kronos)

## Super Nintendo
- Snes9x
- ZSNES

## Wii (Nintendo)
- Dolphin

## Wii U (Nintendo)
- Cemu

## Windows (Microsoft)
- Cedega

## Xbox 360 (Microsoft)
- Xenia